# Григор Хаджиташкович
Григор Хаджиташкович (на македонска литературна норма: Григорие Хаџи Ташковиќ) е сръбски възпитаник, деец на македонската емиграция в Сърбия.

## Биография
Роден е на 6 август 1875 година в град Воден. Хаджиташкович е приятел и съученик на Кръсте Мисирков. Учи в Белград и Париж. Известно време работи като учител и възпитател, а по-късно е директор на сръбските гимназии в Солун, Скопие и Битоля. Членува в Македонския клуб в Белград. През 1905 година заедно с Георги Герджикович къса със Сръбския македонски комитет на Атанацкович и Годжевац и започват да издават в Белград вестник „Автономна Македония“, като едновременно с това поддържат връзки с ВМОРО. Христо Силянов пише в „Освободителните борби на Македония“:
| „ | Въ Сърбия, обаче, имаше… и друга една група отъ най-чистокръвни автономисти – групата около вестникъ „Автономна Маћедониjа”… Въпросната група има своята трагична история – толкова трагична, колкото и общата сѫдба на всички македонци, които съ беззаветна вѣра сѫ служили на свѣтлия автономенъ идеалъ. Нейната дейность, многошумна и самоотвержена, но кратковременна, е свързана съ имената на двама македонци съ сръбско възпитание: Георги Герджиковичъ отъ Гевгели, сръбски офицеръ и Глигоръ хаджи Ташковичъ, отъ Воденъ, гимназиаленъ учитель. Освободителното движение на българскитѣ съотечественици плени тѣхнитѣ души и ги направи протагонисти на идеята Македония за македонцитѣ. Герджиковичъ бѣ активниятъ борецъ, хаджи Ташковичъ, – борецътъ съ перо и слово. Презъ 1903 г. Герджиковичъ се озова въ Македония съ българска чета, като доброволецъ и позна отблизу въжделенията и разбиранията на македонскитѣ революционери отъ всички лагери. Той се завърна въ Сърбия дълбоко убеденъ, че спасението на Македония е въ задружната борба на населяващитѣ я потистнати народи, подъ знамето на Вѫтрешната организация и заработи въ тази посока. За него и за хаджи Ташковичъ автономията не бѣше маска за прикриване на коварни замисли, ни примка за ловене на наивници, а свещенъ обединителенъ лозунгъ. Ето защо, щомъ видѣха, че сръбската четнишка акция се опълчава противъ Организацията и се превръща въ срѣдство за фабрикуване на сърби чрезъ силата на орѫжието, тѣ скѫсаха съ комитета Атанацковичъ – Годжевацъ и образуваха отдѣлна автономистическа група. Това бѣ истински подвигъ отъ тѣхна страна. Презъ августъ 1905 г. двамата другари посетиха София и отъ името на групата си влѣзоха съ представителитѣ на Вѫтр. организация въ преговори за съвмѣстна дейность. Тукъ тѣ намѣриха най-радушенъ другарски приемъ и всеобщи съчувствия. Каза имъ се, че въ Организацията има мѣсто за всички лица, които сподѣлятъ идеитѣ ѝ и сѫ готови да се подчинятъ на законитѣ ѝ. Припомни имъ се за мѫчнотиитѣ, които има да срещне тѣхната проповѣдь въ кралството и за необходимостьта отъ упорита работа за приобщаване на сърбоманското население въ самата Македония къмъ Организацията. | “ |

През юли 1918 година Григор Хаджиташкович е един от авторите на Воденската декларация и на две версии на мемоар от 1 и 19 ноември 1918 година, в който се говори за културно-национална идентичност и равноправен автономен статус на Македония в състава на Югославия.